# وقت المغامرة : اشائونا
وقت المغامرة : اشيائونا (بالإنجليزية: Adventure Time : Out Stickler) هو فيلم رسوم متحركة أمريكي.

## صوت العربي
- عبدو حكيم : فين
- جورج طويل : جايك
- سيلفانة فلفلة : بيمو